# Fusiforma ansiktsområdet
Fusiforma ansiktsområdet är ett område i hjärnan, närmare bestämt den högra delen av den så kallade "spolformade vindlingen", gyrus fusiformis. Ordet "fusiform" betyder just spolformig.
Det fusiforma ansiktsområdet förkortas ofta FFA, efter den engelska beteckningen fusiform face area. Det är en hjärnstruktur som aktiveras och används vid ansiktsuppfattning. Området reagerar starkare på ansikten än på några andra stimuli. Särskilt starkt reagerar FFA på släktingars och nära vänners ansikten. Det fusiforma ansiktsområdet reagerar även på andra företeelser, dock starkare på objekt (bilar, hus) än på icke-objekt (mönster och färger).
Andra områden för ansiktsuppfattning är OFA (occipital face area), STS (superior temporal sulcus) samt LOC (lateral occipital cortex).